# Netze (Film)
Netze (Originaltitel: Redes) ist ein halbdokumentarisches Filmdrama aus Mexiko von 1936.

## Handlung
Der Film erzählt eine Geschichte von wachsenden Arbeitsrechten unter armen Fischern in einem kleinen Dorf in Mexiko.
Die Bewohner des kleinen Küstenstädtchens Alvarado am Golf von Mexiko lebt vom Fischfang. Die Fischer fahren täglich aufs Meer hinaus, doch ihr Fang bringt ihnen nicht viel ein, da ein lokaler Unternehmer nur sehr wenig für die Fische zahlt. Es macht sich Unmut breit. Auch Miro gefällt die Lage nicht, denn sein Sohn stirbt wegen medizinischer Unterversorgung. Er führt die Fischer in eine Revolte in der Hoffnung, der Armut ein Ende zu setzen. Doch der Unternehmer will das verhindern.

## Hintergrund
Der Film wurde im Auftrag des Sekretariats der Regierung für öffentliches Bildungswesen in Mexiko inszeniert und von der World Cinema Foundation restauriert.
Der noch relativ junge Fred Zinnemann absolvierte hier seine erste (Co-)Regie. 1929 in die Vereinigten Staaten gekommen, hatte er sich nach einem Statisten-Part in Kriegsdrama Im Westen nichts Neues, empört über die rüde Vorgehensweise eines Regie-Assistenten, eine andere Betätigung gesucht und wurde bekannt mit dem renommierten Dokumentaristen Robert Flaherty; dieser beschaffte Zinnemann auch Mitte der Dreißiger den Job im Süden Mexikos.   